# دورە قلا (سقز)
قرية دَورە قلا (بالكردية: دەورەقەڵا) هي إحدى القرى التابعة لـخورخوره في ريف قسم زيويه من مقاطعة سقز، في محافظة كردستان الإيرانية.

## السكان
حسب إحصاءات سنة 2006، بلغ إجمالي السكان في دَورە قلا 557 نسمة وعدد المساكن 109 مسكن. لغة سكان دَورە قلا هي اللغة الكردية و هم من أهل السنة والجماعة والمذهب الشافعي.